# آلفرد اچ. کولکویت
آلفرد اچ. کولکویت (به انگلیسی: Alfred H. Colquitt) سناتور سابق عضو حزب دموکرات ایالات متحده آمریکا بود. وی در سال ۱۸۸۳ تا ۱۸۹۴ میلادی سناتور ایالت جورجیا در سنای ایالات متحده آمریکا بود.